# Las Pimientas
Las Pimientas är en ort i Mexiko.   Den ligger i kommunen Ocozocoautla de Espinosa och delstaten Chiapas, i den sydöstra delen av landet, 700 km öster om huvudstaden Mexico City. Las Pimientas ligger 587 meter över havet och antalet invånare är 707.
Terrängen runt Las Pimientas är kuperad. Runt Las Pimientas är det ganska glesbefolkat, med 40 invånare per kvadratkilometer. Las Pimientas är det största samhället i trakten. I omgivningarna runt Las Pimientas växer i huvudsak städsegrön lövskog.